# 管致中
管致中（1921年—2007年5月19日），中国电子工程学家、电子学教育家。1921年生于浙江富阳。1940年考入國立中央大學工学院电机工程系，1944年毕业，1945年任电机系助教，1949年任国立南京大学（该年国立中央大学改名国立南京大学）电机系讲师、南京大学校务委员会常委。1952年，南京大学工学院合并他校有关专业成立南京工学院，管致中历任南京工学院（1988年更名东南大学）无线电工程系讲师、副教授、教授，南京工学院教务部副部长、无线电系副主任、副院长、院长、院务委员会主任、东南大学校务委员会副主任、老教授协会会长等。他创建研究生院，成立成人教育学院、科技服务部、出版社、档案馆、电教中心等，对南京工学院、东南大学的发展有重要贡献。曾任国家教委工科电工课程教学指导委员会主任委员、电子工业部高校工科电子类专业教学指导委员会领导小组副组长等。
管致中编著的《无线电技术基础》、《电路、信号与系统》、《信号与线性系统》等教材，为全国各院校的无线电技术类和电子信息类专业广泛采用。主持“无线电技术专业教学改革的示范性成果”项目，获中国教育部唯一的特等奖。他先后在中央大学和南京工学院（东南大学）两所高校从事了50年的教学工作，培养了许多人才。1995年提出中国工科教育要改变专业教育为工程基础教育，对中国高等工程教育产生了积极的影响。一生为中国工程教育做出了卓越的贡献。